# ダニエレ・カペッリ
ダニエレ・カペッリ（Daniele Capelli, 1986年6月20日 - ）は、イタリア・カルチナーテ出身のサッカー選手。スペツィア・カルチョ所属。ポジションはディフェンダー。

## 経歴
2009-10シーズン開幕前にアタランタBCから余剰戦力とみなされ、セリエBのレッジーナ・カルチョに期限付き移籍したが、アタランタがセリエAの舞台で苦戦するとすぐに呼び戻された。
2010-11シーズンは、セリエBに降格したアタランタでレギュラーとしてプレーし、1シーズンでのA復帰に貢献。しかし故障もあり翌シーズン以降は出場機会が減り、2013-14シーズン開幕前にセリエBのACチェゼーナへ移籍した。
2017年7月28日、セリエBのスペツィア・カルチョと2年契約を締結した。
2018年7月2日、カルチョ・パドヴァに2年契約で移籍した。

## タイトル
アタランタ
- セリエB : 2005-06, 2010-11